# مانوگورو
مانوگورو (به انگلیسی: Manuguru) یک زیستگاه انسانی در هند است که در Bhadradri Kothagudem district واقع شده‌است.

## خصوصیات
مانوگورو ۳۲٬۵۳۹ نفر جمعیت دارد.